# Brachycephalus quiririensis
Brachycephalus quiririensis es una especie de anfibio anuro de la familia Brachycephalidae.

## Distribución geográfica
Esta especie es endémica del estado de Santa Catarina en Brasil. Se encuentra en el municipio de Garuva.

## Descripción
Los 11 especímenes adultos observados en la descripción original miden una longitud estándar de 10 mm a 13 mm.

## Etimología
El nombre de la especie está compuesto de quiriri y del sufijo latino -ensis que significa "que vive, que habita", y se le dio en referencia al lugar de su descubrimiento, la Serra do Quiriri.

## Publicación original
- Pie & Ribeiro, 2015: A new species of Brachycephalus (Anura: Brachycephalidae) fromthe Quiriri mountain range of southern Brazil. PeerJ, vol. 3, n.º e1179, p. 1–9[3]